# Hayi
Hayi (kinesiska: 哈依, 哈依乡, 哈衣) är en socken i Kina. Den ligger i provinsen Sichuan, i den sydvästra delen av landet, omkring 350 kilometer väster om provinshuvudstaden Chengdu. Antalet invånare är 769. Befolkningen består av 361 kvinnor och 408 män. Barn under 15 år utgör 30 %, vuxna 15-64 år 64 %, och äldre över 65 år 5,0 %.
Genomsnittlig årsnederbörd är 888 millimeter. Den regnigaste månaden är juli, med i genomsnitt 204 mm nederbörd, och den torraste är november, med 2 mm nederbörd.